# حمام ابدال‌آباد
حمام ابدال‌آباد مربوط به اواسط دوره پهلوی است و در شهرستان تربت جام، روستای ابدال‌آباد واقع شده و این اثر در تاریخ ۱۶ اسفند ۱۳۸۴ با شمارهٔ ثبت ۱۴۳۱۱ به‌عنوان یکی از آثار ملی ایران به ثبت رسیده‌است.